# Sebastian Konstanty Małuski
Sebastian Konstanty Małuski herbu Jastrzębiec – dworzanin królewski w 1666 roku, rzekomy cześnik nowogrodzkosiewierski po 1662 roku.
Syn Aleksandra, żonaty z Marianną z Roksic Dąbrowską.
Był elektorem Michała Korybuta Wiśniowieckiego z województwa sieradzkiego w 1669 roku